# Anton Flettner
Anton Flettner (Eddersheim, Alemanha, 1 de novembro de 1885 – 29 de dezembro de 1961) foi um engenheiro e inventor. Fez várias contribuições para o design do helicóptero e avião, construindo o primeiro helicóptero a partir das ideias de Leonardo da Vinci.